# Daly (krater)
För andra betydelser, se Daly.
Daly är en nedslagskrater på planeten Mars. Daly har fått sitt namn efter den kanadensisk-amerikanska geolog och geofysiker Reginald Aldworth Daly.
Kratern har en diameter på ungefär 80 km.